# Dino Bauk
Dino Bauk (* 19. Februar 1973 in Prokuplje, SFRJ Jugoslawien) ist ein slowenischer Schriftsteller und Rechtsanwalt. 

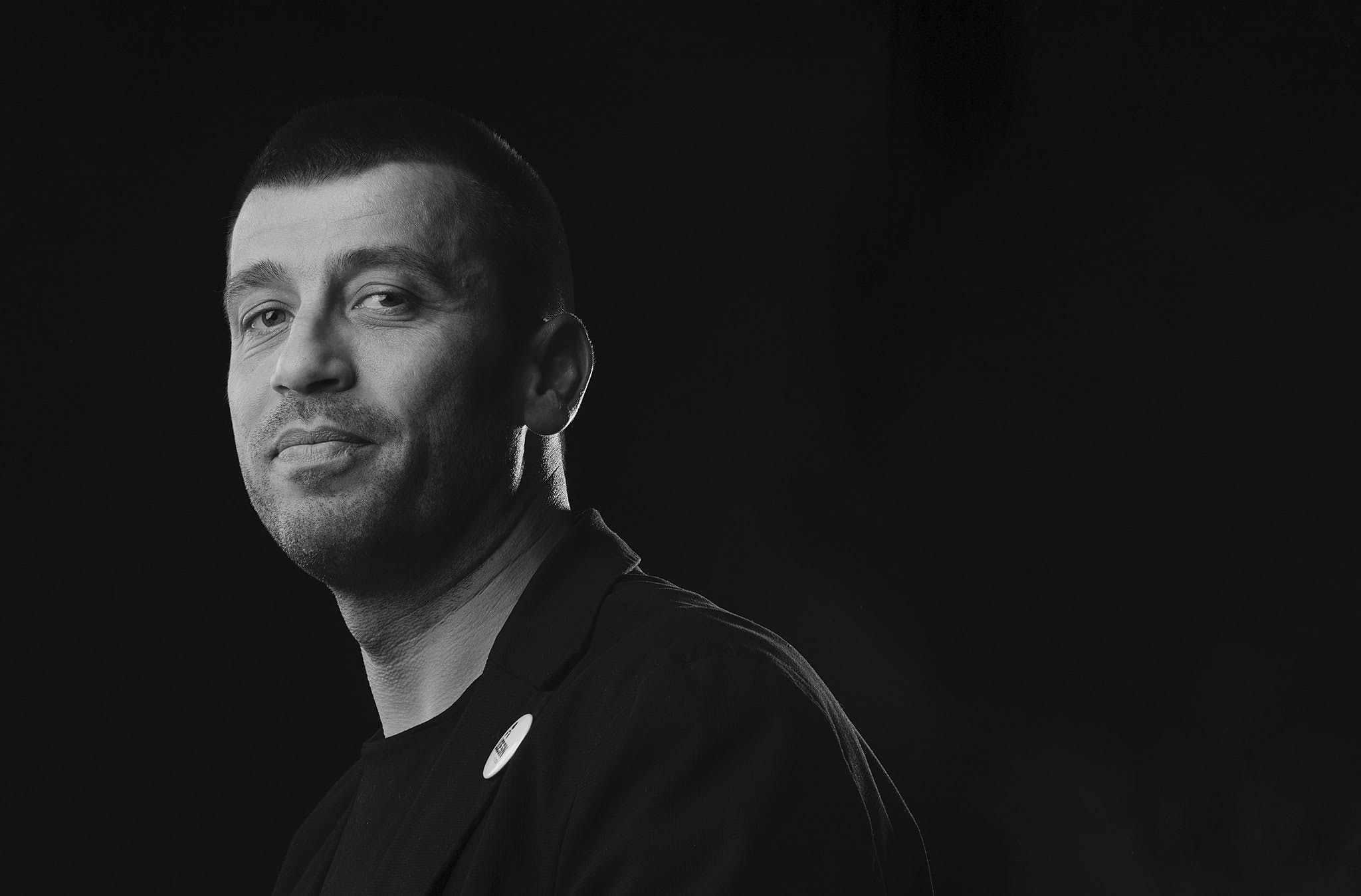
Dino Bauk (2017)

## Leben und Werk
Bauk wurde im serbischen Prokuplje geboren, wuchs aber in Ljubljana auf, wo er das Gymnasium besuchte und 1998 ein Studium der Rechtswissenschaften abschloss. Danach war er im slowenischen Bildungs- und Sportministerium als Jurist angestellt, wo er von 2002 bis 2005 das Kabinett leitete. Seit 2005 ist er Anwalt und Partner der Anwaltskanzlei Odvetniška družba Ferfolja, Ljubič, Bauk in Ljubljana.
Er schreibt Kolumnen für mehrere Zeitschriften, die meisten für die Wochenzeitung Mladina. 2015 erschien sein erster Roman Konec. Znova., der 2017 mit dem Titel Ende. Abermals. auch auf Deutsch erschien. Für den Roman erhielt er den Preis für das beste literarische Debüt und war 2016 für den Kresnik-Preis der slowenischen Tageszeitung Delo für den besten slowenischen Roman des Jahres nominiert. Er ist Vater von drei Söhnen und lebt mit seiner Familie in Ljubljana.

## Werke
- Konec. Znova. Ljubljana: Beletrina, 2015.
  - dt. Übersetzung: Ende. Abermals. Wien: Hollitzer, 2017. Übersetzt von Sebastian Walcher.